# Adrian Can
Hakan Adrian Can (* 27. Februar 1979 in Istanbul) ist ein deutscher Schauspieler. Von 2005 bis 2008 war er regelmäßig als Dr. Yasar in der Krimiserie SOKO 5113 zu sehen.

## Leben
Can kam bereits in seinem ersten Lebensjahr nach Deutschland, wo er die Schule bis zur Mittleren Reife besuchte und danach von 1995 bis 1999 eine dreijährige Ausbildung zum Schauspieler am Zinner Studio absolvierte. Danach war er in Film-, Fernseh- und Theaterproduktionen präsent und auch in Werbefilmen, etwa für Guinness zu sehen. Eine Hauptrolle hatte er neben seiner seit 2005 festen Rolle als Dr. Yasar bei SOKO 5113 u. a. in dem Thriller Sommerloch (2003) von Bernhard Koch, in dem er die Rolle des Sven spielte. 2007 spielte Can vermehrt Rollen in deutschen Fernsehserien, u. a. in Sperling und Marienhof. Er wirkte außerdem in mehreren Tatort-Folgen mit.

## Filmografie (Auswahl)
- 2001: Tatort: Und dahinter liegt New York
- 2002: Tatort: Wolf im Schafspelz
- 2003: Tatort: Leyla
- 2005, 2007: Marienhof (Rolle: Cem Özgentürk)
- 2006–2009: SOKO 5113 (Serie, 27 Folgen)
- 2007: Tatort: Wem Ehre gebührt
- 2012–2024: Tatort (Dortmund) (Fernsehreihe)
  - 2012: Tatort: Mein Revier
  - 2015: Tatort: Kollaps
  - 2020: Tatort: In der Familie Teil 1
  - 2024: Tatort: Cash

- 2013: SOKO Stuttgart (Serie, 1 Folge)
- 2014: Stereo
- 2018: Ihr seid natürlich eingeladen
- 2018: Der Lehrer (Serie, 1 Episode)
- 2019: Anna
- 2021: Mavera